# Banca Popolare Italiana
Banca Popolare Italiana (BPI) war ein Finanzunternehmen aus Italien mit Firmensitz in Lodi. Das Unternehmen war im Finanzindex MIB 30 gelistet.
Das Unternehmen bot Finanzdienstleistungen verschiedener Art an. Die BPI entstand 1864. 
1992 wurde die Banca Rasini in die Banca Popolare Italiana integriert.
1998 übernahm BPI das Finanzunternehmen Banca Adamas.
Im Oktober 2006 wurde bekannt, dass die Banco Popolare di Verona e Novara (BPVN) das Unternehmen Banca Popolare Italiana (BPI) für 8,2 Milliarden Euro übernimmt.